# Пуста (Селаж)
Пуста (рум. Pusta) — село у повіті Селаж в Румунії. Адміністративно підпорядковане місту Шимлеу-Сілванієй.
Село розташоване на відстані 407 км на північний захід від Бухареста, 25 км на захід від Залеу, 84 км на північний захід від Клуж-Напоки.

## Населення
За даними перепису населення 2002 року у селі проживали 1454 особи.
Національний склад населення села:
| Національність | Кількість осіб | Відсоток |
| -------------- | -------------- | -------- |
| цигани         | 1058           | 72,8%    |
| румуни         | 395            | 27,2%    |

Рідною мовою назвали:
| Мова      | Кількість осіб | Відсоток |
| --------- | -------------- | -------- |
| циганська | 1048           | 72,1%    |
| румунська | 405            | 27,9%    |